# 柳瀨線
柳瀬線（日语：／ Yanagase sen */?）是过去连接北陸本線的木之本站与敦賀站的日本國有鐵道所属的铁路线。
柳濑线原本作为北陸本線的一部分区间开业，后来在为增强运输力而导致的经路变更中被分离，因地域运输而作为支线被保留。

## 路线资料
- 路线距离：26.1 km
- 轨距：1067mm
- 车站数：7个（含起终点），另有信号场1个
- 复线区间：无（全线单线）
- 电化区间：无（全線非電化）

## 运行概要
以1961年10月1日国铁运行图调整时为准
- 班次数：全线6对半（另外，假日额外设有全线上行2班，平日额外设有木之本 - 中之乡下行1班）。一部分列车同北陸本線直通至米原站、彥根站
- 所需时间：下行42-44分，上行47-54分
- 通常运行1-2节编组气动车（主要为Kiha 52型）。也有由柴油机车（DD50型）牵引的3节编组客车车厢。

## 历史

### 长滨 - 敦贺开业
自古以来，近江盆地和若狭、越前之间的交通便为层层山脉所阻碍，沿途更是屈指可数的大雪地带。陆路交通的不便令当地不得不依赖于迂回的日本海航线进行运输。为了解决这一问题，曾经有计划通过开凿运河以连接敦賀湾 - 琵琶湖，然而由于大规模的工程、预算、技术等因素限制，令这一计划并无可实施性。最终，铁路解决了以上问题。在新桥开通铁路后仅仅12年，这一地区也同样铺设了铁路，足见该地区交通的重要。

#### 开业
连接东西两京的中山道幹線的大津 - 神戶区间和長濱 - 岐阜区间首先开始（当时被称为“敦賀線”）建設，中间通过琵琶湖水运连接（为运输建筑材料，还铺设了名古屋至武丰的武丰線，后来中山道干线的计划被東海道本線取代）。在这一工程完工后，向敦贺延伸的议题紧接着便登上台面。1876年（明治9年）4月，在技师长理查德·V·博伊尔（英文: Rechard Vicars Boyle）的《基于对西京-敦贺间以及中山道及尾张线的测量的报告》中，讨论了自高月经木之本后向西至西山，随后经盐津村（今近江盐津站以南）、深坂峠、新道、麻生到达疋田，但并未得到批准。1880年（明治13年）1月，改为经由柳濑的方案在被提交后，于2月得到批准。对当地进行调查并制定方案的是井上胜，通过的理由是，经柳濑的走向相较于经由盐津村更为平缓，而沿线的中之乡、柳濑、雁谷则是跨越栃之木峠向今庄村延伸的北国街道沿线的宿场町，预计沿线村落对铁路更具需求。此外，亦规划了椿坂至今庄的联络线。
尽管该走向有种种理由支持，然而雁谷 - 刀根村之间仍然需要挖掘长隧道。经英国技师文波特的测量，该隧道成为了日本首个通过炸药爆破挖掘的隧道，即柳濑隧道。柳濑隧道全长1352m，是当时日本最长的隧道。然而，由于该隧道由日本人自主修建，并未依靠外国技术，导致该隧道存在断面小、坡度高的问题，对车辆行驶造成了制约。
为建设这一隧道，不仅动员了大量生野銀山和石見銀山的矿工，依靠手挖以每日1-1.5m的速度推进，还动用了凿岩机和空气压缩机。隧道截面仅为国铁一号形隧道的71%。隧道顶端为砖砌的拱门，而下端则为石砌（现在隧道壁上的石头和炼瓦砌成的一部分已由混凝土替代并设置了避难所、荧光灯、信号机，供普通车辆通行使用）。
线路建设的总工费共计150万日元，分为4个工区。其中，负责建设施工难度最高的柳濑隧道的为藤田组。此外，鹿島組也同样新参与了中之乡 - 柳濑和刀根 - 疋田之间的土木工程，并在此以后开始从事铁路相关的土木事业。

### 事故频发
在木之本 - 敦贺港通车以后，该区间就此作为大陆联络的干线。然而，由于路线自体质量并不高，且地理条件险峻，导致开通后事故频发。
- 由于柳濑隧道内的高坡度，导致列车在爬坡时，常常会发生抛锚或逆行，机师、乘客在隧道内窒息的事故频繁发生。
- 以雁谷站为顶点，全线皆为坡度高达25‰的线区，尤其是在上坡时，一旦列车停止，就必须回到刀根站或敦贺站重新出发。
- 暴雨时，如若雁谷一侧河流泛滥，洪水便会经隧道流入到刀根村一侧。
- 此外，当地亦为暴雪地带，每年都会发生雪崩事故。
- 在隧道里异常繁殖的馬陸在被机车碾过后，体液中的油性物质附着在铁轨上，导致机车车轮常常发生空转，无法行驶。

对此，敦贺机关区（现敦賀地域鐵道部）不得不开发对应的技术，客观上促进了技术的进步。
集烟装置
以往，蒸汽机车所排放出的废弃由于同隧道的顶部碰撞，导致废弃扩散至整座隧道的截面处，使得乘务员常常发生呼吸困难。为解决这一问题，设置了将排出的废气收集并导入车辆后方的铁箱中的集煙板。在使用该装置时，列车在隧道外依然向上排烟，但在进入隧道后便关闭集烟板上当的闸门，将烟通过后方的排气口沿着隧道顶部排烟以防止扩散。由于该设施效果显著，受到了乘务员的好评，因此被敦贺式集烟装置。之后，该装置被推广到了全国行驶于坡度高、隧道多的线路的机车上。该装置的设计者是1952年时任敦贺机关区长增田荣。
重油并燃装置
在当时，由于石炭稀缺，机车使用的并非石炭，而是质量较低的泥炭。由于此类煤易造成燃烧火力不足，因此为弥补这一缺陷，设计了在锅炉上端通过重油罐对锅炉内的煤炭喷洒重油烟雾，以增加燃烧热并减少煤烟。这一装置显著减轻了助手的投煤作业，因此被广泛运用于高坡度、对机车动力有一定要求的线区。
隧道幕
在雁谷一侧的隧道入口处设置开闭式的屏障（使用帆布制布料在肋骨板上横穿数条马尼拉绳固定），当机车进入隧道后关闭之，使废气通过上方设置的排烟装置排出。由于隧道入口处的空气被隔绝，列车后方气压变低，使得原本环绕于车辆周围的烟雾被压入隧道后方。残留在后方的烟雾通过排烟装置排出，以防止下一列车在进入隧道时留下烟雾。
驾驶室换气装置
通过压缩地表的清洁空气，将之送入驾驶室内以促进气体流动。具体来说，是将制动用的压缩空气压入机师脚下附近的管道内，之后利用吸力将煤水车后方的新鲜空气导入的装置（通过煤水车内的水冷却管道内的气体）。但是，许多机师依然会采用湿毛巾捂住口鼻的方式。
而货物运输方面，各编组的分割合并在高月、木之本、敦贺、今庄进行，而补机的更换则在中之乡、敦贺、今庄进行。不久，随着性能更强的柴油机车和电力机车投入使用，蒸汽机车的时代就此落幕。

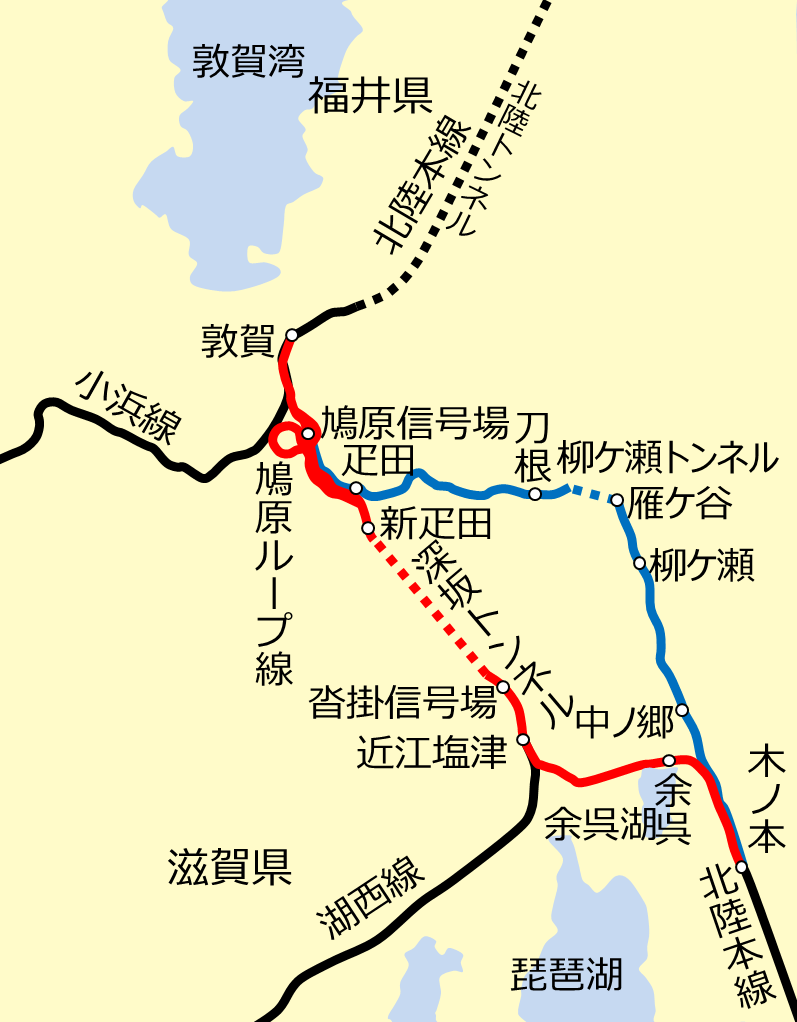
经过柳瀨隧道的柳瀨线（蓝）与经过深坂隧道的新北陸本線（红）线路比較

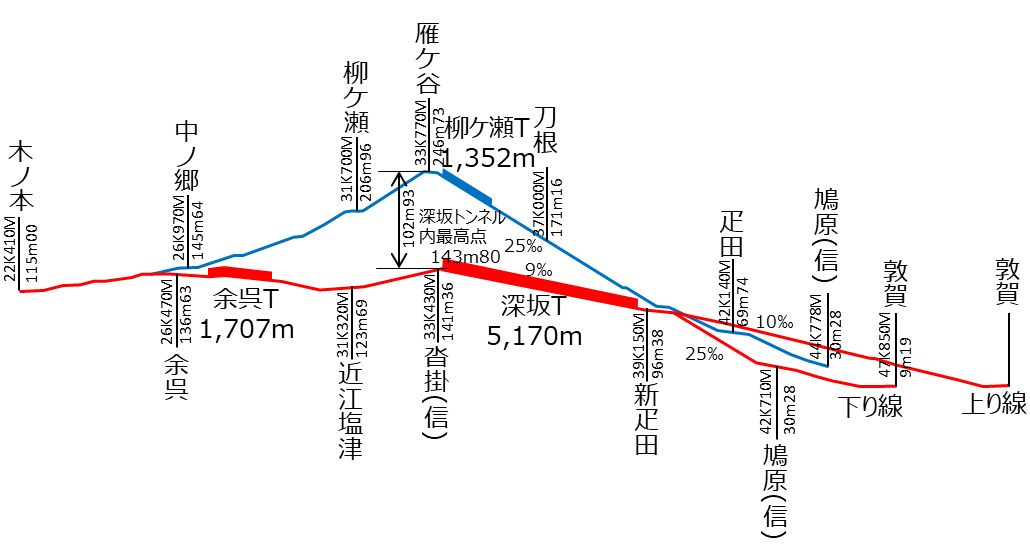
柳瀨线（蓝）与新北陸本線（红）的纵断面比較

### 新线建设
1928年（昭和3年）12月，柳瀬隧道内发生了共计5人死于窒息（一说3人）的事故。由于低温导致的轨道冻结，列车在经过疋田站附近后发生激烈的车轮空转，速度急剧下降。45节编组的货物车厢在雁谷口前约30m处无法继续前行。后续补机的乘务员试图前往救助本机的乘务员，但他们同样发生了窒息。最终，有2人设法到达了雁谷口，使得在雁谷信号场待命的下行列车驾驶员发现了异常后发动了机车，将上行列车推回了刀根站，但下行列车的驾驶员同样昏迷，在刀根村经全力抢救殉职。鉴于此事，国铁开始在隧道中设置在隧道幕和集烟装置（1933年设置），并决定建设经由深坂隧道的新线路。
1938年（昭和13年），新线开始建设。但由于第二次世界大战的吃紧，工程于1944年（昭和19年）中断。工程曾于1946年（昭和21年）重启，但又于1949年（昭和24年）再度中止。工程也一度于1950年（昭和25年）重启，但同样再次中止。尽管深坂隧道于1953年（昭和28年）贯通，但其它的工程尚未完工。
由于深坂隧道的新疋田一侧坑口距离敦贺仍然有87m的高度差，无法将坡度维持在10‰以内。为减缓坡度，原本计划对需要上坡的上行线设置展線。然而，上行用展线的工程由于1953年决定推迟计划而中断，不得不暂时和下行线共用。1957年（昭和32年）10月1日，木之本 - 敦贺的新线终于开通（同时田村 - 敦贺交流電化），而原本的旧线则分离为柳濑线。在新线和旧线（柳濑线）于敦贺一侧的合流点设置了鳩原信号場，而此处至敦贺的区间则是新旧线共用。

### 分离后
降格为支线后的柳濑线仅有1个闭塞，同时导入了用于高坡度的气动车。然而，其营业成绩极为糟糕，营业系数一度高达1145（即每取得100日元的收入，便需要支出1145日元），因此在很早的阶段便被提出废除。然而，反对废除柳濑线的人士对国会数次提出了保留的申请。在营业末期，沿线人口约有5,800人，而中之乡、柳濑至木之本方向、刀根、疋田至敦贺方向，以通勤通学为主，每日平均有1,500人乘坐。通过列车柴联车化、车站不设置工作人员、运行方式简化、货物运输集中化、撤去不必要的财产等合理化方式，以最低限度维持铁路运行，亏损金额则约为4000万日元。
1961年，原本被推迟的用于缓和上行线坡度的展线工程再次开始。在将新疋田 - 敦贺区间复线化的同时，将原本新疋田至鳩原信号场的线路改为下行线专用。由此，如果继续运行柳濑线的话，就必须付出巨大的费用敷设柳濑线专用的线路，还需要在北陆本线的下行线上同时运行柳濑线的上下行列车，在带来安保问题的同时，也极大制约了北陆本线的线路容量。因此，1963年（昭和38年）9月30日，随着新疋田 - 敦贺复线化完成，柳濑线敦贺 - 疋田区间随之休止，由國鐵巴士代替行驶。然而，这一措施更令柳濑线的使用人数大幅减少。
沿线方面，为了使柳濑线得到保留，要求在鳩原信号場 - 敦賀之间新增1线以继续运行。然而，由于这一方案需要5亿日元的费用，国铁方面对此表示了难色，因此将柳濑线废除的交涉依然继续。1964年（昭和39年）5月10日，柳濑线全线废除，而国铁巴士的替代运输于次日开始。。
原本在柳濑隧道敦贺一侧出口残留的洞道西口站的站台在柳濑线转换为巴士时撤除，后来在此处设立了纪念碑。

### 转换巴士后
在柳濑线转换为巴士后，中之乡 - 雁谷区间被专用为了县道（现・國道365號），而雁谷 - 刀根 - 疋田的路基上则修建了巴士专用道路。然而，由于专用道路的修建需要7个月的时间，因此巴士线路借用县道行驶并分为两段折返运营：敦贺一侧仅运行至宫前桥，而木之本一侧仅运行至雁谷。9月1日，柳濑隧道改建工程完工，木之本 - 敦贺开始借用一般安居直通运行。12月1日，由于专用道完工，巴士亦改为经由专用道运行。
此后，柳濑线在北陸自動車道建设中，转用了一部分路基。在国铁分割民营化后，柳濑线巴士继承至西日本JR巴士。但由于沿线人口减少和部分乘客转移至私家车，木之本 - 敦贺的直通路线被废除。剩余的木之本 - 雁谷移交至湖国巴士后，现在由余吴巴士运行。敦贺 - 雁谷区间原本继续作为JR巴士的路线（刀根 - 雁谷区间在1年后废除），但后来转让至敦贺市社区巴士。1987年（昭和62年）4月1日，随着国铁分割民营化，柳濑隧道开始作为縣道敦賀柳瀨線开放。隧道内为采用等待信号灯的一方通行模式。此外隧道内设置了巴士专用道化时用于错车的待避设施。此外，该处设置的信号灯的红色信号长达6分30秒。

### 年表
- 1882年（明治15年）3月10日 長濱 - 木之本 - 柳濑、洞道口 - 敦賀 - 金崎开业。柳瀨 - 洞道口之间需要徒步换乘。后来的柳濑线区间内新设木之本站、中之乡站、柳濑站、洞道口站（后来的洞道西口站）、刀根站（初代）、麻生口站、疋田站、敦贺站。当时被称为“敦贺线”
- 1884年（明治17年）4月16日 柳濑 - 洞道西口开业。洞道西口站、麻生口站废除
- 1885年（明治18年）3月16日 刀根站（初代）废除
- 1909年（明治42年）10月12日 线路名称制定。木之本 - 敦贺被指定为北陸本線的一部分
- 1913年（大正2年）4月1日 开设刀根信号所
- 1916年（大正5年）12月25日 刀根信号所升格为刀根站（2代目）
- 1922年（大正11年）
  - 3月15日 开设雁谷信号所
  - 4月1日 信号所变更为信号场
- 1957年（昭和32年）10月1日 伴随着木之本 - 近江盐津 - 敦賀站新线开业，木之本 - 柳濑 - 敦賀的旧线被分离为“柳濑线”[15]。
  - 各站1面1线化。刀根站解除换向。中之乡站的专用线和换向设备撤除，全线一闭塞化。雁谷信号场升格为谷雁站。新设鳩原信号場
  - 北陆本线和柳濑线在新疋田・疋田 - 鳩原信号場区间合流
- 1963年（昭和38年）10月1日 伴随北陆本线上行线专用的衣挂隧道展线开业，新疋田 - 敦贺改为北陆本线下行专用，柳濑线疋田 - 敦賀休止并转换为巴士
- 1964年（昭和39年）
  - 5月10日 运行告别列车
  - 5月11日 全线 (26.1 km) 废除
  - 11月 木之本 - 柳濑 - 疋田道路化

## 车站列表
| 中文站名   | 日文站名 | 英文站名 | 站間 營業 距離 | 累計 營業 距離 | 接續路線         | 所在地       |
| ---------- | -------- | -------- | -------------- | -------------- | ---------------- | ------------ |
| 木之本     |          |          | 0.0            | 0.0            | 北陸本線         | 滋賀縣長濱市 |
| 中之鄉     |          |          | 4.6            | 4.6            |                  | 滋賀縣長濱市 |
| 柳瀨       |          |          | 4.7            | 9.3            |                  | 滋賀縣長濱市 |
| 雁谷       |          |          | 2.1            | 11.4           |                  | 滋賀縣長濱市 |
| 刀根       |          |          | 3.5            | 14.9           |                  | 福井縣敦賀市 |
| 疋田       |          |          | 5.4            | 20.3           |                  | 福井縣敦賀市 |
| （信）鳩原 |          |          | 2.7            | 23.0           |                  | 福井縣敦賀市 |
| 敦賀       |          |          | 3.1            | 26.1           | 北陸本線、小濱線 | 福井縣敦賀市 |

此外，在全通前，柳濑线的区间内还曾存在以下车站。
- 洞道西口站：1884年废除，位于雁谷 - 刀根区间（柳濑起点约3.8km）
- 麻生口站：1884年废除，位于刀根 - 疋田区间